# Musée Lorrain
Musée Lorrain – mieszczące się w Nancy muzeum historyczne poświęcone regionowi Lotaryngii. Muzeum zostało założone w 1848 roku z inicjatywy nowo powstałego Towarzystwa Historyczno-Archeologicznego Lotaryngii. Od czasu powstania siedzibą muzeum jest pałac książęcy znajdujący się w centrum Nancy. Obecnie muzeum obejmuje także klasztor i kościół Saint-François-des-Cordeliers (XV w.), w którym znajdują się grobowce książąt Lotaryngii.
Zbiory muzeum obejmują:
- eksponaty archeologiczne (okres prehistorii, Galów, Merowingów, Franków)
- malarstwo i rzeźbę (od średniowiecza do XIX wieku); dzieła artystów z Lotaryngii (m.in Callot, La Tour, Claude Deruet, Girardet, Cyfflé)
- grafiki
- rzemiosło artystyczne
- złotnictwo (skarb z Pouilly-sur-Meuse)
- meble
- broń